# Geoffrey Reed
Geoffrey Harold Reed (* 7. Juli 1925 in London; † 3. Mai 2015) war ein Tischtennisfunktionär aus Jersey. Für seine Verdienste um den Tischtennissport in Jersey wurde er 2009 mit dem ITTF Merit Award geehrt.

## Leben
Geoffrey Reed absolvierte eine Lehre als Mechaniker bei der Royal Air Force. 1948 übersiedelte er nach Jersey. Bis zu seiner Pensionierung verdiente er seinen Lebensunterhalt zunächst als Verkäufer für Hoover, später arbeitete er für Peugeot.
Seit 1948 kümmerte er sich um den Tischtennissport in Jersey, sowohl als Trainer als auch als Organisator und Funktionär. Als Folge war Jersey bei vielen Weltmeisterschaften vertreten. Zeitweise war er Präsident des Tischtennisverbandes Jersey. Regelmäßig vertrat er auf eigene Kosten Jersey bei den ITTF-Meetings (Biannual General Meeting (BGM)), die jeweils während der Weltmeisterschaften stattfanden. Seit 1983 war er als Internationaler Schiedsrichter aktiv.
In Fachkreisen wurde er anerkennend Mr. Jersey genannt.
Am 16. Juni 1999 eröffnete das von ihm finanzierte Geoff Reed Table Tennis Centre, das als Basis für Training und Veranstaltungsort für Turniere dient.